# Goiânia
Goiânia je grad u Brazilu, u državi Goiás.

## Povijest
Goiania je planirani grad osnovan 24. listopada 1933. iako je i prije tog datuma bilo ideja o stvaranju novog glavnog grada. Osnivanje grada pokrenuo je tadašnji guverner Pedro Ludovico koji je predložio osnivanje novog administrativnog središta federativne države. Prije tog datuma glavni grad države Goiás je bio istoimeni grad Goiás. Goiânia ima najveću zelenu površinu po stanovniku u Brazilu, te drugu na svijetu više ima samo kanadski Edmonton.
Godine 1937., potpisan je dekret o prijenosu glavnog grada iz Goiasa u Goiâniu. Službena inauguracija se dogodilo tek 1942., uz nazočnost predsjednika republike, guvernera i ministara.

## Stanovništvo
S populacijom od 1.301.892 najveći je grad u Središnjo-Zapadnoj regiji, a 13. po veličini u zemlji. Njegovo metropolitansko područje ima ukupno 2.063.744 stanovnika, što ga čini 11. po veličini u Brazilu.

## Zemljopis
Grad ima tropsku kišnu i suhu klimu s prosječnom temperaturom od 21,9 °C. Kišno razdoblje je od listopada do travnja, a suho od svibnja do rujna. Godišnja količina oborina je oko 1,520 mm.
Najniža temperatura ikad zabilježena je 0,5 °C  18. srpnja 2000., u predgrađima 1,2 °C  najniža zabilježena u centru grada je 9. srpnja 1938. Međutim, takve niske temperature su vrlo rijetke. Temperatura može pasti ispod 8 °C svake zime, uglavnom u prigradskim naseljima. Najviša temperatura ikad zabilježena je 39,2 °C 17. listopada 2007.

## Vanjske poveznice
- Službene stranice grada